# Michael York
Michael York, geboren als Michael Hugh Johnson (Fulmer (Buckinghamshire), 27 maart 1942), is een Engels acteur.

## Levensloop
York studeerde Engels aan de Universiteit van Oxford. Hij begon zijn carrière onder andere in de eerste BBC-verfilming van The Forsyte Saga in de rol van 'Jolly' Forsyte. Bekender in een filmrol is York als d'Artagnan in de films over de drie musketiers.
Daarnaast speelde hij onder meer een hoofdrol in Don Taylors versie van The Island of Dr. Moreau en een bijrol als Basil Exposition in zowel Austin Powers 1, Austin Powers 2 als Austin Powers 3.
Hij werd in 2001 genomineerd voor een Emmy Award voor zijn gastrol in de komedieserie The Lot.
York trouwde in 1968 met Patricia McCallum. In 1997 werd hij benoemd tot Officier in de Orde van het Britse Rijk en in 2002 kreeg hij een ster op de Hollywood Walk of Fame.

## Acteerwerk
| - 1967 - Accident - 1967 - Smashing Time - 1967 - Liefdesbekentenissen - 1967 - The Taming of the Shrew - 1968 - Romeo and Juliet - 1968 - The Strange Affair - 1969 - Justine - 1969 - Alfred the Great - 1969 - The Guru - 1970 - Something for Everyone - 1971 - Zeppelin - 1971 - La Poudre d'escampette - 1972 - Cabaret - 1973 - Lost Horizon - 1973 - Brother Sun, Sister Moon - 1973 - England Made Me - 1973 - The Three Musketeers - 1974 - Murder on the Orient Express - 1974 - Great Expectations - 1975 - The Four Musketeers - 1975 - Conduct Unbecoming - 1976 - Seven Nights in Japan - 1976 - Logan's Run - 1977 - The Island of Dr. Moreau - 1977 - The Last Remake of Beau Geste - 1977 - Jesus of Nazareth - 1978 - Much Ado About Nothing - 1978 - Fedora - 1979 - A Man Called Intrepid - 1979 - The Riddle of the Sands - 1980 - Final Assignment - 1981 - The White Lions - 1983 - The Phantom of the Opera - 1983 - Au nom de tous les miens - 1983 - The Weather in the Streets - 1984 - The Master of Ballantrae - 1984 - Success Is the Best Revenge - 1985 - British Rock The First Wave - 1985 - James A. Michener's Space - 1985 - Nevil Shute's the Far Country - 1986 - Dark Mansions - 1986 - Sword of Gideon - 1986 - The Far Country - 1986 - L'Aube - 1986 - Ponce de Leon and the Fountain of Youth - 1986 - Storybook Series, Vol. 4 - 1987 - Spaceballs - 1987 - Lethal Obsession - 1987 - Un Delitto Poco Comune - 1988 - The Four Minute Mile - 1988 - Midnight Cop | - 1989 - Il Segreto Del Sahara - 1989 - The Lady and the Highwayman - 1989 - Till We Meet Again - 1989 - The Return of the Musketeers - 1990 - Shelley Duvall's Tall Tales and Legends - 1990 - Come See the Paradise - 1990 - Night of the Fox - 1991 - Eline Vere - 1991 - The Heat of the Day - 1992 - The Long Shadow - 1992 - Wide Sargasso Sea - 1992 - Gardens of the World with Audrey Hepburn - 1992 - Duel of Hearts - 1994 - Discretion Assured - 1995 - Not of This Earth - 1996 - September - 1997 - The Ripper - 1997 - Austin Powers: International Man of Mystery - 1997 - Goodbye America - 1997 - A Christmas Carol - 1997 - The Treat - 1997 - Dark Planet - 1997 - True Women - 1997 - The Long Way Home - 1998 - A Knight in Camelot - 1998 - Wrongfully Accused - 1998 - One Hell of a Guy - 1998 - Perfect Little Angels - 1998 - A Dirty Little Business - 1998 - 54 - 1999 - Austin Powers: The Spy Who Shagged Me - 1999 - The Omega Code - 1999 - The Haunting of Hell House - 1999 - Henry James' The Ghostly Rental - 2000 - Founding Fathers - 2000 - A Monkey's Tale - 2000 - Borstal Boy - 2001 - Megiddo: The Omega Code 2 - 2001 - Criminal Desire - 2002 - Founding Brothers - 2002 - Austin Powers 3: Goldmember - 2002 - Liberty's Kids - 2003 - Gilmore Girls (vier afleveringen) - 2004 - La Femme Musketeer (televisiefilm) - 2004 - Crusader - 2004 - Justice League (één aflevering) - 2004 - Moscow Heat - 2006 - Cuba: A Lifetime of Passion - 2007 - Flatland: The Movie - 2009 - Transformers: Revenge of the Fallen (stem) |